# Q-Chastic
Q-Chastic est un maxi de Richard D. James (sous le pseudo de Q-Chastic) qui, selon la rumeur, n'a jamais été édité, pourtant cet EP est catalogué. Mais il existe des vinyls "test-pressing" qui circulent en double-12" EP et sont limités à 100 copies. Il n'y a pas de titre pour ces morceaux.

Une version d'un titre, C1 - Untitled [q-chastic - #3] est totalement différente de CAT 002 qui est incluse dans l'album The Philosophy Of Sound And Machine (A.R.T. 2CD), sorti le 1er janvier 1992. Aussi, Grant Wilson-Claridge lui-même a certifié que le morceau de ART2 n'est pas du tout celui du Q-Chastic EP.

Richard D. James, Grant Wilson-Claridge, Michael Paradinas et Chris Jeffs ont chacun un ou des exemplaires de cet EP.

## Liste des morceaux
A1   Untitled (8:08)
B1   Untitled (9:07)
C1   Untitled (4:04)
C2   Untitled (10:12)

## Fiche
- Label: Rephlex Records
- Catalogue: CAT 002 EP
- Format: 2×12" (Vinyle)
- Pays: Angleterre
- Sortie en 1992
- Genre: Musique électronique